# Mount Wheat
Mount Wheat är ett berg i Antarktis. Det ligger i Västantarktis. Argentina, Chile och Storbritannien gör anspråk på området. Toppen på Mount Wheat är 1 100 meter över havet.
Terrängen runt Mount Wheat är kuperad åt nordost, men åt sydväst är den bergig. Havet är nära Wheat åt nordväst. Trakten är obefolkad. Det finns inga samhällen i närheten. 